# Helsingin Atleettiklubi
Der Helsingin Atleettiklubi (kurz HAK) ist ein Sportverein, der vor allem durch seine Schwerathleten bekannt ist, aus der finnischen Hauptstadt Helsinki. Der 1891 gegründete Verein war um die 1920er Jahre das Zentrum des finnischen Ringens.
Heute betreibt der Verein folgenden Abteilungen: Boxen, Fußball, Armdrücken, Boxen und Gewichtheben.

## Bekannte Athleten
- Bruno Ahlberg, Boxer, Bronze bei den Olympischen Spielen 1932
- Gunnar Bärlund, Boxer
- Ivar Böhling, Ringer, Silber bei den Olympischen Spielen 1912
- Seija Hunter, Gewichtheberin
- Väinö Kokkinen, Ringer, Olympiasieger 1928
- Arvo Niemelä, Ringer,
- Martti Nieminen, Ringer, Bronze bei den Olympischen Spielen 1920
- Hjalmar Nyström, Ringer
- Jukka Parkkonen, Gewichtheber
- Edil Rosenqvist, Ringer
- Harry Siljander, Boxer, Bronze bei den Olympischen Spielen 1952
- Edvard Vesterlund, Ringer, mehrfacher Medaillengewinner bei Olympischen Spielen
- Kalle Vesterlund, Ringer, Bronze bei den Olympischen Spielen 1924
- Volmari Vikström, Ringer, Silber bei den Olympischen Spielen 1924
- Verner Weckman, Ringer, Weltmeister und Olympiasieger 1906 und 1908